# Jonathan Ekman
Jonatan Björn Tobias Ekman, född 9 december 1977 i Uppsala, var till 2014 VD för stiftelsen Livets Ord.

## Biografi
Ekman är son till pastor Ulf Ekman och Birgitta Ekman, född Nilsson. År 1981 flyttade familjen till Tulsa i Oklahoma för att fadern skulle studera på bibelskola.
År 1984 började Ekman grundskolan på den kristna friskolan Magdalenaskolan i Uppsala. Året därpå startade Livets Ords Kristna Skola och Ekman började där som en av de första eleverna. År 1993 började Ekman studera på ekonomisk inriktning på samhällsprogrammet på Livets Ords Kristna Gymnasium och tog studenten 1996.
År 1997 gjorde han sin militärtjänstgöring som närskyddstroppchef vid MekB 19 i Boden. År 1998 gifte Ekman sig med Sara Samuelsson. Året därpå flyttade paret till Tulsa för att studera ekonomi vid Oral Roberts University. Efter hemkomsten från USA började Ekman arbeta på Livets Ord som bland annat TV-chef åren 2002-2003.
Hösten 2003 blev Ekman anställd av konfektionsföretaget Kriss där han arbetade som IT-chef till slutet av 2004. I januari 2005 återvände Ekman till Livets Ord för att arbeta som administrativ chef för mediaarbetet. I januari 2007 utnämndes Ekman till VD för hela organisationen, en position som han hade till 2014.
År 2009 ställde Ekman upp i kyrkovalet för Kristdemokrater i Svenska kyrkan (KR) på tre nivåer: Ärentuna kyrkofullmäktige, Vattholma samfällda kyrkofullmäktige och Uppsala stiftsfullmäktige. En personvalskampanj ledde till att Ekman tog plats i alla tre.